# Зарабочье
Зарабочье — деревня в Дновском районе Псковской области России. Входит в состав Искровской волости Дновского района.
Расположена на крайнем юго-западе района, в 16 км от районного центра, города Дно, западнее деревни Заклинье на берегу реки Белка.

## Население
| 2001 | 2002 | 2010 |
| ---- | ---- | ---- |
| 55   | ↘36  | ↗38  |

Численность населения деревни составляла на 2000 год — 55 жителей, на 2010 год — 40 человек.

## История
До 2005 года входила в состав ныне упразднённой Голубовской волости (с центром в д. Заклинье).